# Distrito de Santa Cruz de Chuca
El distrito de Santa Cruz de Chuca es uno de los ocho que conforman la provincia de Santiago de Chuco, ubicada en el departamento de La Libertad, en el Norte del Perú. Limita por el Norte con el distrito de Cachicadán; por el Sur con el distrito de Pallasca; por el Este con los distritos de Cachicadán y Angasmarca; y, por el Oeste con  el distrito de Santiago de Chuco, río Huaychaca.
Desde el punto de vista jerárquico de la Iglesia católica, forma parte de la Arquidiócesis de Trujillo.

## Historia
Políticamente el distrito fue creado mediante Ley N° 13181 del 20 de febrero de 1959, en el segundo gobierno del Presidente Manuel Prado Ugarteche.

## Geografía
Abarca una superficie de 165,12 kilómetros cuadrados y tiene una población estimada mayor a 3 000 habitantes.
Pintoresco pueblo rodeado de sus guardianes cerros del Pechuguay, que marca una especie de contorno al pueblo de Santa Cruz de Chuca que se encuentra ubicado al este de la Provincia de Santiago de Chuco, Departamento de la Libertad, sobre el río Huaychaca, afluente del tablachaca. 
Este pueblo se encuentra a una altura  de 2 920 metros sobre el nivel del mar, (m s. n. m.), a una distancia de 23 kilómetros de la provincia y a 196 kilómetros de la ciudad de Trujillo, capital del departamento la Libertad. Estas distancias es vía de carretera, con un tiempo aproximado de una hora de la capital provincial, y de 5 a 6 horas de la ciudad de Trujillo por vía terrestre.
Cuenta con una población de 3228 habitantes entre urbano y rural, según el censo del 2007.
Santa Cruz de Chuca, tiene una atractiva plaza de Armas.

## Autoridades

### Municipales
- 2019 - 2022[2]
  - Alcalde:  Robin Velásquez Valverde, del Alianza Para el Progreso (APP).

- 2015 - 2018[3]
  - Alcalde: Mariano Felipe Ruiz Rojas, del Movimiento Fuerza del Pueblo (FDP).
  - Regidores: Franklin Sigisfredo Trujillo Pérez, Belmer Asterio Espinoza Huaman, Oswaldo Valdemar Ruiz Suniga , Nancy Ediht Pascual Pérez, Milton Wilmer Bermúdez Carrión.[4]
- 2007 - 2010
  - Alcalde: Mariano Felipe Ruiz Rojas, del Partido Unión por el Perú (UPP).

/ (( 2003)) - (( 2006))
- - Alcalde: (Benjamin Franklin Pascual Reyna) del Partido ( Partido Aprista Peruano (APRA
  - Regidores: Francisco  Paredes Pérez, Eliza jara Ortega, Pablo Murga Pérez, Palermo Pérez Otiniano, Eleazar Murga Rodríguez
- ((1999)) - ((2002))
  - Alcalde  (Segundo Arquimedes Reyes Arenas) Movimiento Juntos para el Desarrollo
  - Regidores: Teresa Tacanga Rojas, Pedro Pablo Carrión Salas, Santos Hipólito Paredes agreda, Roberto Quezada Pérez, Proadio Alayo Valencia.
- (( 1996)) - ((1998))
  - Alcalde (Milton Wilmer Bermúdez Carrión)  (Lista Independiente N.º 9)

### Policiales
No cuenta con comisaría, ni efectivos policiales

### Religiosas
- Arquidiócesis de Trujillo[5]
  - Arzobispo de Trujillo: Monseñor Héctor Miguel Cabrejos Vidarte, OFM.[6]
- Parroquia
  - Párroco: Pbro.   .

## Atractivos turísticos

### Ruinas Cerro Pariaque
Es un complejo arqueológico de construcciones arquitectónicas pre-incaicas ubicado en el Caserío Los Ángeles, Distrito de Santa Cruz de Chuca,  provincia de Santiago de Chuco, de la Región La Libertad, Perú. No es conocido todavía ni es considerado por los arqueólogos, recientemente se ha puesto al descubierto y dado la importancia por el Área de Turismo de la Municipalidad Distrital de Santa Cruz de Chuca, y los pobladores del Caserío, su ubicación de este complejo arqueológico conocido como “cerro parique”  nombre denominado por los propios pobladores desde su antigüedad, se sitúa a 15 km al sur del (Distrito capital) y a 30 km de la Ciudad de Santiago de Chuco, capital de la Provincia, esta evidencia arquitectónica se encuentra a una altitud de 2 900 metros sobre el nivel del mar, sus construcciones  están ya en gran parte destruidas por el desconocimientos de los propios habitantes que los poseen como lugar de pastoreo y son los animales que destruyen estas construcciones.